# Cameron Gordon Graham Nicholson
Sir Cameron Gordon Graham Nicholson, britanski general, * 30. junij 1898, † 7. julij 1979.